# Movimiento para la Democracia Multipartidista
El Movimiento por una Democracia Multipartidaria (en inglés: Movement for Multi-Party Democracy y abreviado MMD) es un partido político de Zambia de ideología socialdemócrata progresista. Originalmente fue creado para derrocar al gobierno anterior. Desde 1991 al 2001 el MMD controló la mayoría absoluta del Parlamento, cuando su líder Frederick Chiluba fue elegido Presidente de Zambia. Su elección puso fin al dominio del Partido Unido de la Independencia Nacional (UNIP), bajo la autoridad de Kenneth Kaunda, quien llevaba 27 años en el poder. El MMD fue el partido dominante de Zambia hasta las elecciones generales de 2011 al perder ante el Frente Patriótico, una escisión del mismo partido.

## Historia

### Formación y gobierno
En 1990, la creciente oposición al monopolio del UNIP en el poder, debido principalmente a la escasez de alimento y una disminución global de la economía, llevó al surgimiento del Movimiento por una Democracia Multipartidista. Su inicio fue como un partido de la coalición opositora, cuyo objetivo específico era expulsar a Kenneth Kaunda del gobierno. Reunieron gradualmente a un grupo cada vez más impresionante de importante zambianos, incluyendo prominentes desertores del UNIP y líderes sindicales.
Durante ese mismo año, empujado por la presión interna e internacional, el presidente Kaunda acordó un referéndum sobre el estado unipartidista. En vista de la continua oposición, dejó sin efecto la idea del plebiscito y firmó una enmienda constitucional que Zambia pasaba a ser un estado multipartidista nuevamente.
En las primeras elecciones abiertas y pluralistas para el Parlamento y la Presidencia se efectuaron en octubre de 1991, donde el candidato del MMD fue Frederick Chiluba, quien logró un 75,8% contra la opción de Kenneth Kaunda. En la legislación, obtuvieron 125 escaños de los 158 que es escogían, quedando como la primera fuerza política de Zambia.
Basándose en la inmensa mayoría de la MMD en el parlamento, el presidente Chiluba en mayo de 1996 empujó a través de enmiendas constitucionales que eliminaron al expresidente Kaunda y otros líderes de la oposición de las elecciones generales de 1996. Como resultado, UNIP boicoteó las elecciones, lo que le permitió a Chiluba ser fácilmente reelegido con el 73% de los votos, mientras que el MMD ganó 131 de los 150 escaños de la Asamblea Nacional. Después, sin embargo, varios partidos de oposición y organizaciones no gubernamentales declararon que las elecciones no fueron libres ni justas.
A principios de 2001, los partidarios del presidente Chiluba montaron una campaña para enmendar la constitución para permitir a Chiluba buscar un tercer mandato; la campaña llevó a nuevas escisiones de la MMD, incluido el Foro para la Democracia y el Desarrollo y el Partido de la Herencia. Con el tiempo la sociedad civil, los partidos de oposición, y otros miembros de MMD ejercieron una presión suficiente sobre Chiluba para obligarlo a alejarse de cualquier intento de un tercer mandato.
Levy Mwanawasa fue seleccionado como el candidato presidencial del MMD para las elecciones de 2001, ganando con sólo el 28% de los votos. Aunque el MMD siguió siendo el partido más votado en la Asamblea Nacional, perdió su mayoría absoluta después de haber sido reducido a 69 escaños. Tres partidos presentaron peticiones al Tribunal Supremo, desafiando a los resultados de las elecciones. La petición se mantuvo bajo consideración por los tribunales en febrero de 2003 cuando se dictaminó que si bien hubo irregularidades, éstos no habían sido lo suficientemente grande como para afectar el resultado; por lo tanto, se confirmaron los resultados finales. Los partidos de oposición obtuvieron la mayoría de los escaños en la elección de diciembre de 2001, pero subsecuentes elecciones anticipadas y el uso liberal de patrocinio del gobierno para asegurar el apoyo de los diputados de la oposición dieron al MMD gobernar con una leve mayoría en el Parlamento.
Mwanawasa fue reelegido en las elecciones generales de 2006 con el 43% de los votos, y el MMD ganó 72 escaños en la Asamblea Nacional.
Tras la repentina muerte de Mwanawasa en agosto de 2008, se celebró una elección presidencial anticipada. Rupiah Banda fue elegido como el candidato del MMD, y fue elegido con el 40% de la votación nacional, derrotando por poco a Michael Sata, del Frente Patriótico (PF) por un margen de alrededor del 2%.

### En la oposición
Sin embargo, las elecciones generales de 2011 vieron a Sata derrotar a Banda por un margen de 42%-35%, mientras que el MMD obtuvo sólo 55 escaños en la Asamblea Nacional frente al PF que obtuvo 60. Este resultado marca el fin de 20 años de dominio del MMD en Zambia. Al año siguiente, Nevers Mumba fue elegido presidente del MMD.
En las elecciones presidenciales adelantadas de 2015 varios miembros del MMD dieron su apoyo al candidato del Partido Unido para el Desarrollo Nacional (UPND) Hakainde Hichilema o a del PF Edgar Lungu. Aunque Mumba optó por participar, recibió sólo el 0,9% de los votos.
En las elecciones generales de 2016 el MMD decidió no presentar candidato presidencial y apoyaron al candidato del UPND Hichilema, pero para la elección de los diputados de la Asamblea decidieron presentar sus propios candidatos. En esta elección obtuvieron uno de sus peores resultados al obtener solo 3 escaños a la Asamblea e Hichilema perdió nuevamente frente a Lungu.
En las elecciones generales de 2021 el MMD presentó como candidato presidencial al exvicepresidente Nevers Mumba, quien obtuvo apenas el 0,1% de los votos. En la elección parlamentaria obtuvieron su peor resultado, al cosechar apenas un 0,07% de los votos y sin obtener ningún escaño, convirtiéndose en un partido extraparlamentario.

## Resultados electorales
|  | 70,1 % |

|  | 75,8 % |

|  | 60,88 % |

|  | 72,59 % |

|  | 28,02 % |

|  | 28,69 % |

|  | 50,0 % |

|  | 43,0 % |

|  | 40,09 % |

|  | 33,56 % |

|  | 35,42 % |

|  | 0,87 % |

|  | 2,71 % |

|  | 0,0 % |

|  | 0,07 % |

|  | 0,10 % |